# ジェイミー・ハリス
ジェイミー・ハリス（Jamie Harris, 出生名: Tudor St. John Harris, 1963年5月15日）は、イングランド人の俳優である。

## 人物
父は俳優のリチャード・ハリス、母はソーシャライトのエリザベス・リー＝ウィリアムスである。また、俳優のジャレッド・ハリス、映画監督のダミアン・ハリスとは兄弟である。
『父の祈りを』でデビューした。

## 主なフィルモグラフィ

### 映画
- 父の祈りを In the Name of the Father (1993)
- ブロンドXX Savage Hearts (1996)
- アデュー、ぼくたちの入江 Marie Baie des Anges (1997)
- ブルズ・アイ Made Men (1999)
- ロスト・サン The Lost Son (1999)
- ディナーラッシュ Dinner Rush (2000)
- ファストフード・ファストウーマン Fast Food Fast Women (2000)
- ファイブ・デイズ・ウォー The Lost Battalion (2001) テレビ映画
- レモニー・スニケットの世にも不幸せな物語 Lemony Snicket's A Series of Unfortunate Events (2004)
- ニュー・ワールド The New World (2005)
- プレステージ The Prestige (2006)
- スリラー Knife Edge (2009)
- アドレナリン:ハイ・ボルテージ Crank: High Voltage (2009)
- Mr. Nice (2010)
- Night of the Demons (2010)
- グリーン・ホーネット The Green Hornet (2011) ポパイ役
- Two Jacks (2011)
- 猿の惑星: 創世記 Rise of the Planet of the Apes (2011) ロドニー役

### テレビシリーズ
- Life 真実へのパズル Life (2008) 第2シーズン、ゲスト出演
- CSI:科学捜査班 CSI: Crime Scene Investigation (2009) 第9シーズン、ゲスト出演
- No Ordinary Family (2010) ゲスト出演
- カーニバル・ロウ Carnival Row (2019、2023)